# Arachis guaranitica
Arachis guaranitica är en ärtväxtart som beskrevs av Robert Hippolyte Chodat och Emil Hassler. Arachis guaranitica ingår i släktet jordnötter, och familjen ärtväxter. Inga underarter finns listade i Catalogue of Life.